# Zwitserse Democraten
De Zwitserse Democraten (Duits: Schweizer Demokraten, Frans: Démocrates Suisses, Italiaans: Democratici Svizzeri, Reto-Romaans: Democrats Svizzers) is een rechtse Zwitserse partij. De partij geldt als xenofoob, nationalistisch en isolationistisch.

## Geschiedenis
De SD werd in 1961 in Winterthur opgericht onder de naam Nationale Aktion gegen die Überfremdung von Volk und Heimat (kortweg Nationale Aktion). In 1969 lanceerde de partij onder leiding van voorzitter James Schwarzenbach een volksinitiatief om het aantal buitenlanders per kanton te beperken tot 10% van de bevolking. Het volksinitiatief werd in 1970 afgewezen, desondanks stemde toch 46% van de kiezers vóór. In 1974 organiseerde de NA opnieuw een soortgelijk volksinitiatief, maar deze werd nu met twee derde van de stemmen verworpen.
De NA was aanvankelijk uitsluitend in Duitstalig Zwitserland actief, maar aan het begin van de jaren 70 groeide haar invloed in Franstalig Zwitserland. In 1971 werd er zelfs een inwoner van het kanton Vaud voor de NA in de Nationale Raad (tweede kamer federaal parlement) gekozen. Later werd er ook een aanzienlijk aantal SD'ers in de gemeenteraad van Lausanne gekozen.
In de jaren 70 nam de invloed van de NA op nationaal niveau af en het zogenaamde "vreemdelingenprobleem" verdween in de ijskast. Schwarzenbach scheidde zich van de NA af en richtte de Republikaner (Republikeinen) op.
In 1981 zorgde de NA voor een referendum dat tegen de toenmalige vreemdelingenwetgeving gericht was. De NA wilde een veel strengere vreemdelingenwetgeving. De NA won het referendum. Ook in de daaropvolgende jaren slaagden de NA en andere rechtse partijen erin om het asielbeleid en de vreemdelingenpolitiek van Zwitserland strenger te maken. Niet zelden maakte de NA gebruik van een populistische benadering van het "vreemdelingenprobleem" door de vreemdelingen te stigmatiseren en hen af te schilderen als mensen die de banen van de autochtonen zouden inpikken. Waren in de jaren 60 en '70 de Italiaanse arbeiders nog de boosdoeners, vanaf de jaren 80 waren het de Arabieren (eind jaren 90 ook de Kosovaren).
In 1990 sloten de Republikaner zich opnieuw bij de NA aan en werd de partijnaam gewijzigd in Zwitserse Democraten (SD). In 1991 verwierf de SD 5 zetels in de Nationale Raad, maar bij de verkiezingen van 1995 verwierf de SD maar 3 zetels. In de daaropvolgende verkiezingen (1999 en 2003) ging de partij nog verder achteruit en bleef de partij steken op 1 zetel.

### Heden
De verdere achteruitgang van de SD hangt nauw samen met de opkomst van de rechtse en populistische Zwitserse Volkspartij (SVP) die bij de verkiezingen van 19 oktober 2003 zelfs de grootste partij werd. Toch groeit de aanhang van de SD weer een beetje. Een aantal SVP'ers heeft zich inmiddels bij de SD aangesloten uit protest tegen de neoliberale koers van de partij.
Bij het referendum van 26 september 2004 boekte de SD een succes: De automatische inburgering van allochtonen van de derde generatie en jonge allochtonen, werd mede door de inzet van de SD met krappe meerderheid verworpen.
Thans is de SD op kantonaal niveau vertegenwoordigt in de kantonnale parlementen van de kantons Basel-Landschaft, Bern en Zürich. Bij de verkiezingen in de kantons Bazel-Stad en Aargau, die respectievelijk in 2004 en in 2005 werden gehouden, verloor de SD haar zetels.
In maart 2006 werd er een SD in het kanton Solothurn opgericht. De SD Solothurn presenteert zich als meer ecologisch en socialer dan de SVP aldaar.

## Ideologie
De SD is een ultra-rechtse partij die vijandig staat tegenover buitenlanders. Het beweert dat buitenlanders de banen van de Zwitsers inpikken. Ook zouden buitenlanders de Zwitserse cultuur bedreigen. Daarnaast is de SD voorstander van een streng asielbeleid en een streng inburgeringsbeleid. Ook de anti-racismewet moet worden opgeheven. Een corporatieve economie en kleine en middelgrote bedrijven passen volgens de SD beter bij Zwitserland.
De partij is tegen het neoliberalisme en staat voor een zo veel mogelijk zelfvoorzienende economie (autarkie) voor Zwitserland. Scherp gekant is de partij tegen de globalisatie.
Als het aan de SD ligt trekt Zwitserland zich terug uit alle internationale verdragen en organisaties.
De SD wil dat de regering er alles aan doet om het milieu te beschermen. Hierin wijkt de SD sterk af van de Zwitserse Volkspartij. Vergelijkbaar met de SVP denkt de SD over de rol van de vrouw, die in de eerste plaats voor het gezin moet zorgen.
In tegenstelling tot de extreemrechtse en fascistische Partei National Orienierter Schweizer (PONS) is de SD voorstander van de parlementaire democratie.
Bij de parlementsverkiezingen van 21 oktober 2007 verkreeg de SD 0,5% van de stemmen, niet genoeg om haar zetel in de Nationale Raad te behouden.

## Voorzitter
De voorzitter van de SD is (sinds 4 juni 2005) Bernhard Hess, die tevens de SD, als enige lid, vertegenwoordigt in de Nationale Raad.

## VerkiezingsresultatenNationale Raad1991-heden
| Zetelverdeling 1991-2003 |
| ------------------------ |
| 1991: 5                  |
| 1995: 3                  |
| 1999: 1                  |
| 2003: 1 (1,0%)           |
| 2007: 0 (0,5%)           |